# Campeonato Europeu de Andebol Masculino de 2024
O Campeonato Europeu de Andebol (português europeu) ou Handebol (português brasileiro) Masculino de 2024 foi a 16ª edição deste evento, promovido pela Federação Europeia de Andebol. Com sede na Alemanha, entre 11 e 28 de janeiro de 2024. Sendo pela primeira vez realizado em terras alemãs.
Os dois jogos de abertura foram disputados diante de um público de 53.586 espectadores, o que estabeleceu um recorde mundial. O torneio também bateu recorde de público total para uma competição de handebol e foi o primeiro a ultrapassar um milhão.
A França conquistou o quarto título após uma vitória sobre a Dinamarca, enquanto a Suécia conquistou a medalha de bronze sobre a Alemanha.

## Candidaturas
Nove nações inicialmente expressaram interesse em sediar o torneio:
- Chéquia,  Hungria e  Eslováquia
- Dinamarca e  Suíça
- Alemanha
- Macedônia do Norte e  Eslovênia)
- Lituânia

No entanto, quando expirou o prazo para apresentação das propostas finais, foram recebidas as seguintes candidaturas:
- Dinamarca e  Suíça
- Hungria e  Eslováquia (desistiram após receber os direitos de sede do Campeonato Europeu 2022)
- Alemanha

Em 20 de junho de 2018, no 14º Congresso Ordinário da EHF realizado em Glasgow, na Escócia. A Alemanha foi selecionada para sediar a competição. Esta será a primeira vez que a Alemanha participará como país-sede.

## Formato
O formato terá 24 seleções divididas em seis grupos de quatro times cada. Os dois primeiros de cada grupo irão para a segunda fase. As 12 equipes classificadas na primeira fase são divididas em dois grupos de seis equipes cada. As duas primeiras equipes de cada grupo avançam para a semifinal, com os vencedores disputando a final.

## Sedes
A seguir está todos os locais e cidades-sede que serão usados.
| Düsseldorf         | Colônia            | Berlim              |
| ------------------ | ------------------ | ------------------- |
| Merkur Spiel-Arena | Lanxess Arena      | Mercedes-Benz Arena |
| Capacidade: 54,600 | Capacidade: 19,750 | Capacidade: 14,800  |
|                    |                    |                     |
| Hamburgo           | Mannheim           | Munique             |
| Barclays Arena     | SAP Arena          | Olympiahalle        |
| Capacidade: 13,300 | Capacidade: 13,200 | Capacidade: 12,150  |
|                    |                    |                     |

## Marketing
O logotipo e slogan oficial foram divulgados no dia 6 de janeiro de 2022. A base do desenho do logotipo é o local onde tudo se decide no handebol e onde surgem as emoções: as linhas da quadra. Estas foram transformadas no formato compacto de uma bola que transmite a dinâmica do esporte. O logotipo foi desenhado por e em colaboração com a agência Styleheads, com sede em Berlim. O cerne da comunicação é a afirmação "Aqui para jogar!" Isto é ativado em diversas variantes para transmitir as diferentes facetas do Men's EHF EURO 2024 e os locais individuais.As seguintes variações da reivindicação foram usadas:
- AQUI PARA JOGAR
- AQUI PARA SONHAR
- AQUI PARA SER ALTO
- AQUI PARA CELEBRAR
- AQUI PARA RELAXAR
- AQUI PARA CONECTAR
- AQUI PARA APROVEITAR
- AQUI PARA ASSISTIR
- AQUI PARA EXPLORAR

## Qualificação
A qualificação para a fase final ocorreu entre novembro de 2021 e abril de 2023. A Alemanha, como seleção anfitriã, e as três seleções mais bem colocadas, ainda não classificadas, do campeonato anterior, foram automaticamente classificadas, restando um total de 36 seleções nacionais para competir em busca das 20 vagas restante.
A competição consiste em duas rodadas: fase de rebaixamento e eliminatórias. Na rodada de rebaixamento, os três times mais bem colocados do Troféu IHF/EHF Masculino de 2021, acompanhados por Luxemburgo como time melhor classificado segundo a EHF, que não participaram da segunda rodada das eliminatórias anteriores, enfrentaram os quatro quartos colocados com pior classificação da segunda rodada da qualificação de 2022. Os quatro vencedores das partidas de dois jogos da fase de rebaixamento avançam para as eliminatórias, juntando-se às vinte equipes restantes que participaram do campeonato de 2022 e às oito equipes restantes que foram eliminadas na segunda rodada da qualificação de 2022. Essas 32 equipes serão divididas em oito grupos de quatro equipes, com as duas primeiras equipes e as quatro terceiras melhores classificadas se classificando.

### Histórico dos Classificados
| País                 | Qualificado como                | Qualificado em        | Participações anteriores                                                                      |
| -------------------- | ------------------------------- | --------------------- | --------------------------------------------------------------------------------------------- |
| Alemanha             | Sede                            | 20 de Junho de 2018   | 14 (1994, 1996, 1998, 2000, 2002, 2004, 2006, 2008, 2010, 2012, 2016, 2018, 2020, 2022)       |
| Espanha              | Campeonato Europeu 2022         | 28 de Janeiro de 2022 | 15 (1994, 1996, 1998, 2000, 2002, 2004, 2006, 2008, 2010, 2012, 2014, 2016, 2018, 2020, 2022) |
| Suécia               | Campeonato Europeu 2022         | 28 de Janeiro de 2022 | 14 (1994, 1996, 1998, 2000, 2002, 2004, 2008, 2010, 2012, 2014, 2016, 2018, 2020, 2022)       |
| Dinamarca            | Campeonato Europeu 2022         | 30 de Janeiro de 2022 | 14 (1994, 1996, 2000, 2002, 2004, 2006, 2008, 2010, 2012, 2014, 2016, 2018, 2020, 2022)       |
| Áustria              | Grupo 4                         | 11 de Março de 2023   | 5 (2010, 2014, 2018, 2020, 2022)                                                              |
| França               | Grupo 8                         | 11 de Março de 2023   | 15 (1994, 1996, 1998, 2000, 2002, 2004, 2006, 2008, 2010, 2012, 2014, 2016, 2018, 2020, 2022) |
| Hungria              | Grupo 6                         | 12 de Março de 2023   | 13 (1994, 1996, 1998, 2004, 2006, 2008, 2010, 2012, 2014, 2016, 2018, 2020, 2022)             |
| Portugal             | Grupo 1                         | 12 de Março de 2023   | 7 (1994, 2000, 2002, 2004, 2006, 2020, 2022)                                                  |
| Eslovênia            | Grupo 7                         | 12 de Março de 2023   | 13 (1994, 1996, 2000, 2002, 2004, 2006, 2008, 2010, 2012, 2016, 2018, 2020, 2022)             |
| Croácia              | Grupo 5                         | 26 de Abril de 2023   | 15 (1994, 1996, 1998, 2000, 2002, 2004, 2006, 2008, 2010, 2012, 2014, 2016, 2018, 2020, 2022) |
| Noruega              | Grupo 2                         | 26 de Abril de 2023   | 10 (2000, 2006, 2008, 2010, 2012, 2014, 2016, 2018, 2020, 2022)                               |
| Sérvia               | Grupo 2                         | 26 de Abril de 2023   | 7 (2010, 2012, 2014, 2016, 2018, 2020, 2022)                                                  |
| Islândia             | Grupo 3                         | 27 de Abril de 2023   | 12 (2000, 2002, 2004, 2006, 2008, 2010, 2012, 2014, 2016, 2018, 2020, 2022)                   |
| Chéquia              | Grupo 3                         | 27 de Abril de 2023   | 11 (1996, 1998, 2002, 2004, 2008, 2010, 2012, 2014, 2018, 2020, 2022)                         |
| Suíça                | Grupo 6                         | 27 de Abril de 2023   | 4 (2002, 2004, 2006, 2020)                                                                    |
| Polônia              | Grupo 8                         | 27 de Abril de 2023   | 10 (2002, 2004, 2006, 2008, 2010, 2012, 2014, 2016, 2020, 2022)                               |
| Macedônia do Norte   | Grupo 1                         | 30 de Abril de 2023   | 7 (1998, 2012, 2014, 2016, 2018, 2020, 2022)                                                  |
| Romênia              | Grupo 4                         | 30 de Abril de 2023   | 2 (1994, 1996)                                                                                |
| Países Baixos        | Grupo 5                         | 30 de Abril de 2023   | 2 (2020, 2022)                                                                                |
| Bósnia e Herzegovina | Grupo 7                         | 30 de Abril de 2023   | 2 (2020, 2022)                                                                                |
| Montenegro           | Qualificação Melhores Terceiros | 30 de Abril de 2023   | 6 (2008, 2014, 2016, 2018, 2020, 2022)                                                        |
| Ilhas Feroé          | Qualificação Melhores Terceiros | 30 de Abril de 2023   | 0 (estreante)                                                                                 |
| Grécia               | Qualificação Melhores Terceiros | 30 de Abril de 2023   | 0 (estreante)                                                                                 |
| Geórgia              | Qualificação Melhores Terceiros | 30 de Abril de 2023   | 0 (estreante)                                                                                 |

1 Negrito indica o campeão do referido ano
2 Itálico indica país sede do referido campeonato

## Sorteio
O sorteio ocorreu em 10 de maio de 2023 em Düsseldorf, na Alemanha.

### Potes
Os potes foram anunciadas em 1º de maio de 2023.
| Pote 1                                                                         | Pote 2                                                                   | Pote 3                                                                                | Pote 4                                                        |
| ------------------------------------------------------------------------------ | ------------------------------------------------------------------------ | ------------------------------------------------------------------------------------- | ------------------------------------------------------------- |
| Suécia (E1) · Espanha · Dinamarca (F1) · França · Noruega (D1) · Islândia (C1) | Alemanha (A2) · Países Baixos · Hungria · Eslovênia · Portugal · Áustria | Croácia (B3) · Polônia · Chéquia · Sérvia · Macedônia do Norte · Bósnia e Herzegovina | Montenegro · Ilhas Feroé · Grécia · Geórgia · Romênia · Suíça |

## Árbitros
Os pares de árbitros foram selecionados em 25 de setembro de 2023.
| Árbitros             | Árbitros                                |
| -------------------- | --------------------------------------- |
| Bósnia e Herzegovina | Amar Konjičanin Dino Konjičanin         |
| Chéquia              | Václav Horáček Jiří Novotný             |
| Dinamarca            | Mads Hansen Jesper Madsen               |
| França               | Charlotte Bonaventura Julie Bonaventura |
| França               | Karim Gasmi Raouf Gasmi                 |
| Alemanha             | Maike Merz Tanja Kuttler                |
| Alemanha             | Robert Schulze Tobias Tönnies           |
| Islândia             | Jónas Elíasson Anton Pálsson            |
| Lituânia             | Vaidas Mažeika Mindaugas Gatelis        |

| Árbitros           | Árbitros                         |
| ------------------ | -------------------------------- |
| Moldávia           | Igor Covalciuc Alexei Covalciuc  |
| Macedônia do Norte | Slave Nikolov Gjorgji Nachevski  |
| Montenegro         | Ivan Pavićević Miloš Ražnatović  |
| Noruega            | Lars Jørum Håvard Kleven         |
| Portugal           | Daniel Martins Roberto Martins   |
| Eslovênia          | Bojan Lah David Sok              |
| Espanha            | Andreu Marín Ignacio García      |
| Suíça              | Arthur Brunner Morad Salah       |
| Suécia             | Mirza Kurtagic Mattias Wetterwik |

## Fase preliminar
Todos as partidas estão no fuso oficial de Brasilia.
Os jogos de abertura foram disputados diante de um público de 53.586 espectadores, o que estabeleceu um recorde mundial.
|  | Qualificadas para a Fase Principal |

Critérios de desempate: 1) pontos; 2) confronto direto; 3) diferença de gols no confronto direto; 4) número de gols feitos no confronto direto; 5) diferença de gols.

### Grupo A
| Pos | Equipe             | Pts | J | V | E | D | GP | GC  | SG  |
| --- | ------------------ | --- | - | - | - | - | -- | --- | --- |
| 1   | França             | 5   | 3 | 2 | 1 | 0 | 98 | 85  | +13 |
| 2   | Alemanha           | 4   | 3 | 2 | 0 | 1 | 91 | 72  | +19 |
| 3   | Macedônia do Norte | 2   | 3 | 1 | 0 | 2 | 83 | 100 | −17 |
| 4   | Suíça              | 1   | 3 | 0 | 1 | 2 | 67 | 82  | −15 |

| 10 de Janeiro 14:00 | França    | 39–29   | Macedônia do Norte | Merkur Spiel-Arena, Düsseldorf Público: 53,586 Árbitros: Kurtagic, Wetterwik |
| 10 de Janeiro 14:00 | Descat 7  | (17–13) | Peševski 7         | Merkur Spiel-Arena, Düsseldorf Público: 53,586 Árbitros: Kurtagic, Wetterwik |
| 10 de Janeiro 14:00 | Relatório |         |                    | Merkur Spiel-Arena, Düsseldorf Público: 53,586 Árbitros: Kurtagic, Wetterwik |

| 10 de Janeiro 16:45 | Alemanha | 27–14     | Suíça   | Merkur Spiel-Arena, Düsseldorf Público: 53,586 Árbitros: Madsen, Hansen |
| 10 de Janeiro 16:45 | Knorr 6  | (13–8)    | Rubin 4 | Merkur Spiel-Arena, Düsseldorf Público: 53,586 Árbitros: Madsen, Hansen |
| 10 de Janeiro 16:45 | 2× 1×    | Relatório | 3× 1×   | Merkur Spiel-Arena, Düsseldorf Público: 53,586 Árbitros: Madsen, Hansen |

| 14 de Janeiro 14:00 | Suíça   | 26–26     | França | Mercedes-Benz Arena, Berlim Público: 13,571 Árbitros: A. Konjičanin, D. Konjičanin |
| 14 de Janeiro 14:00 | Laube 9 | (14–14)   | Mem 7  | Mercedes-Benz Arena, Berlim Público: 13,571 Árbitros: A. Konjičanin, D. Konjičanin |
| 14 de Janeiro 14:00 | 3× 1×   | Relatório | 2× 1×  | Mercedes-Benz Arena, Berlim Público: 13,571 Árbitros: A. Konjičanin, D. Konjičanin |

| 14 de Janeiro 16:30 | Macedônia do Norte | 25–34     | Alemanha | Mercedes-Benz Arena, Berlim Público: 13,571 Árbitros: D. Martins, R. Martins |
| 14 de Janeiro 16:30 | Kosteski 6         | (13–18)   | Knorr 10 | Mercedes-Benz Arena, Berlim Público: 13,571 Árbitros: D. Martins, R. Martins |
| 14 de Janeiro 16:30 | 5×                 | Relatório | 1×       | Mercedes-Benz Arena, Berlim Público: 13,571 Árbitros: D. Martins, R. Martins |

| 16 de Janeiro 14:00 | Macedônia do Norte | 29–27     | Suíça     | Mercedes-Benz Arena, Berlim Público: 13,571 Árbitros: I. Covalciuc, A. Covalciuc |
| 16 de Janeiro 14:00 | Kosteski, Mitev 5  | (13–9)    | Schmid 12 | Mercedes-Benz Arena, Berlim Público: 13,571 Árbitros: I. Covalciuc, A. Covalciuc |
| 16 de Janeiro 14:00 | 2× 1×              | Relatório | 1×        | Mercedes-Benz Arena, Berlim Público: 13,571 Árbitros: I. Covalciuc, A. Covalciuc |

| 16 de Janeiro 16:30 | França      | 33–30     | Alemanha | Mercedes-Benz Arena, Berlim Público: 13,571 Árbitros: Horáček, Novotný |
| 16 de Janeiro 16:30 | Mahé, Mem 5 | (17–15)   | Knorr 8  | Mercedes-Benz Arena, Berlim Público: 13,571 Árbitros: Horáček, Novotný |
| 16 de Janeiro 16:30 | 2×          | Relatório | 2× 1×    | Mercedes-Benz Arena, Berlim Público: 13,571 Árbitros: Horáček, Novotný |

### Grupo B
| Pos | Equipe  | Pts | J | V | E | D | GP | GC | SG  |
| --- | ------- | --- | - | - | - | - | -- | -- | --- |
| 1   | Croácia | 5   | 3 | 2 | 1 | 0 | 98 | 82 | +16 |
| 2   | Áustria | 4   | 3 | 1 | 2 | 0 | 92 | 85 | +7  |
| 3   | Espanha | 3   | 3 | 1 | 1 | 1 | 98 | 96 | +2  |
| 4   | Romênia | 0   | 3 | 0 | 0 | 3 | 73 | 98 | −25 |

| 12 de Janeiro 14:00 | Áustria   | 31–24     | Romênia    | SAP Arena, Mannheim Público: 13,293 Árbitros: Jørum, Kleven |
| 12 de Janeiro 14:00 | Frimmel 6 | (15–14)   | Grigoraș 6 | SAP Arena, Mannheim Público: 13,293 Árbitros: Jørum, Kleven |
| 12 de Janeiro 14:00 | 2×        | Relatório | 3× 1× 2×   | SAP Arena, Mannheim Público: 13,293 Árbitros: Jørum, Kleven |

| 12 de Janeiro 16:30 | Espanha | 29–39     | Croácia                | SAP Arena, Mannheim Público: 13,293 Árbitros: Horáček, Novotný |
| 12 de Janeiro 16:30 | Gómez 8 | (14–18)   | Martinović, Šoštarič 8 | SAP Arena, Mannheim Público: 13,293 Árbitros: Horáček, Novotný |
| 12 de Janeiro 16:30 | 1×      | Relatório | 2×                     | SAP Arena, Mannheim Público: 13,293 Árbitros: Horáček, Novotný |

| 14 de Janeiro 14:00 | Romênia        | 24–36     | Espanha | SAP Arena, Mannheim Público: 13,293 Árbitros: Lah, Sok |
| 14 de Janeiro 14:00 | Dedu, Nistor 4 | (12–17)   | Gómez 8 | SAP Arena, Mannheim Público: 13,293 Árbitros: Lah, Sok |
| 14 de Janeiro 14:00 | 2× 1×          | Relatório | 1×      | SAP Arena, Mannheim Público: 13,293 Árbitros: Lah, Sok |

| 14 de Janeiro 16:30 | Croácia    | 28–28     | Áustria | SAP Arena, Mannheim Público: 13,293 Árbitros: Hansen, Madsen |
| 14 de Janeiro 16:30 | Šoštarič 6 | (14–12)   | Bilyk 7 | SAP Arena, Mannheim Público: 13,293 Árbitros: Hansen, Madsen |
| 14 de Janeiro 16:30 | 3×         | Relatório | 4× 1×   | SAP Arena, Mannheim Público: 13,293 Árbitros: Hansen, Madsen |

| 16 de Janeiro 14:00 | Croácia   | 31–25     | Romênia | SAP Arena, Mannheim Público: 13,293 Árbitros: A. Konjičanin, D. Konjičanin |
| 16 de Janeiro 14:00 | Klarica 7 | (16–12)   | Negru 9 | SAP Arena, Mannheim Público: 13,293 Árbitros: A. Konjičanin, D. Konjičanin |
| 16 de Janeiro 14:00 | 4× 1×     | Relatório | 5× 1×   | SAP Arena, Mannheim Público: 13,293 Árbitros: A. Konjičanin, D. Konjičanin |

| 16 de Janeiro 16:30 | Espanha | 33–33     | Áustria | SAP Arena, Mannheim Público: 13,293 Árbitros: Mažeika, Gatelis |
| 16 de Janeiro 16:30 | Gómez 8 | (15–17)   | Bilyk 8 | SAP Arena, Mannheim Público: 13,293 Árbitros: Mažeika, Gatelis |
| 16 de Janeiro 16:30 | 4× 1×   | Relatório | 4× 1×   | SAP Arena, Mannheim Público: 13,293 Árbitros: Mažeika, Gatelis |

### Grupo C
| Pos | Equipe     | Pts | J | V | E | D | GP | GC | SG  |
| --- | ---------- | --- | - | - | - | - | -- | -- | --- |
| 1   | Hungria    | 6   | 3 | 3 | 0 | 0 | 87 | 76 | +11 |
| 2   | Islândia   | 3   | 3 | 1 | 1 | 1 | 83 | 90 | −7  |
| 3   | Montenegro | 2   | 3 | 1 | 0 | 2 | 84 | 86 | −2  |
| 4   | Sérvia     | 1   | 3 | 0 | 1 | 2 | 83 | 85 | −2  |

| 12 de Janeiro 14:00 | Islândia  | 27–27     | Sérvia       | Olympiahalle, Munique Público: 12,128 Árbitros: D. Martins, R. Martins |
| 12 de Janeiro 14:00 | Elísson 7 | (11–10)   | Pechmalbec 5 | Olympiahalle, Munique Público: 12,128 Árbitros: D. Martins, R. Martins |
| 12 de Janeiro 14:00 | 1×        | Relatório | 5× 1×        | Olympiahalle, Munique Público: 12,128 Árbitros: D. Martins, R. Martins |

| 12 de Janeiro 16:30 | Hungria   | 26–24     | Montenegro            | Olympiahalle, Munique Público: 12,128 Árbitros: I. Covalciuc, A. Covalciuc |
| 12 de Janeiro 16:30 | Bánhidi 6 | (14–14)   | Borozan, Dragašević 6 | Olympiahalle, Munique Público: 12,128 Árbitros: I. Covalciuc, A. Covalciuc |
| 12 de Janeiro 16:30 | 7×        | Relatório | 7× 1×                 | Olympiahalle, Munique Público: 12,128 Árbitros: I. Covalciuc, A. Covalciuc |

| 14 de Janeiro 14:00 | Montenegro | 30–31     | Islândia    | Olympiahalle, Munique Público: 12,128 Árbitros: Mažeika, Gatelis |
| 14 de Janeiro 14:00 | Borozan 5  | (15–17)   | Magnússon 7 | Olympiahalle, Munique Público: 12,128 Árbitros: Mažeika, Gatelis |
| 14 de Janeiro 14:00 | 6× 1×      | Relatório | 4×          | Olympiahalle, Munique Público: 12,128 Árbitros: Mažeika, Gatelis |

| 14 de Janeiro 16:30 | Sérvia              | 27–28     | Hungria   | Olympiahalle, Munique Público: 12,128 Árbitros: Jørum, Kleven |
| 14 de Janeiro 16:30 | N. Ilić, Vorkapić 5 | (13–14)   | Bánhidi 9 | Olympiahalle, Munique Público: 12,128 Árbitros: Jørum, Kleven |
| 14 de Janeiro 16:30 | 6×                  | Relatório | 4×        | Olympiahalle, Munique Público: 12,128 Árbitros: Jørum, Kleven |

| 16 de Janeiro 14:00 | Sérvia  | 29–30     | Montenegro   | Olympiahalle, Munique Público: 12,128 Árbitros: Kurtagic, Wetterwik |
| 16 de Janeiro 14:00 | Kukić 7 | (14–15)   | B. Vujović 8 | Olympiahalle, Munique Público: 12,128 Árbitros: Kurtagic, Wetterwik |
| 16 de Janeiro 14:00 | 4×      | Relatório | 4× 1×        | Olympiahalle, Munique Público: 12,128 Árbitros: Kurtagic, Wetterwik |

| 16 de Janeiro 16:30 | Islândia          | 25–33     | Hungria         | Olympiahalle, Munique Público: 12,128 Árbitros: Lah, Sok |
| 16 de Janeiro 16:30 | V. Kristjánsson 8 | (13–15)   | Hanusz, Szita 5 | Olympiahalle, Munique Público: 12,128 Árbitros: Lah, Sok |
| 16 de Janeiro 16:30 | 4×                | Relatório | 5× 1×           | Olympiahalle, Munique Público: 12,128 Árbitros: Lah, Sok |

### Grupo D
| Pos | Equipe      | Pts | J | V | E | D | GP | GC | SG  |
| --- | ----------- | --- | - | - | - | - | -- | -- | --- |
| 1   | Eslovênia   | 6   | 3 | 3 | 0 | 0 | 92 | 81 | +11 |
| 2   | Noruega     | 3   | 3 | 1 | 1 | 1 | 85 | 75 | +10 |
| 3   | Polônia     | 2   | 3 | 1 | 0 | 2 | 78 | 92 | −14 |
| 4   | Ilhas Feroé | 1   | 3 | 0 | 1 | 2 | 83 | 90 | −7  |

| 11 de Janeiro 14:00 | Eslovênia | 32–29     | Ilhas Feroé                 | Mercedes-Benz Arena, Berlim Público: 11,625 Árbitros: Schulze, Tönnies |
| 11 de Janeiro 14:00 | Vlah 8    | (13–13)   | E. Á Skipagøtu, Av Teigum 9 | Mercedes-Benz Arena, Berlim Público: 11,625 Árbitros: Schulze, Tönnies |
| 11 de Janeiro 14:00 | 5× 2×     | Relatório | 3× 1×                       | Mercedes-Benz Arena, Berlim Público: 11,625 Árbitros: Schulze, Tönnies |

| 11 de Janeiro 16:30 | Noruega   | 32–21     | Polônia | Mercedes-Benz Arena, Berlim Público: 11,625 Árbitros: Pavićević, Ražnatović |
| 11 de Janeiro 16:30 | Sagosen 6 | (15–10)   | Sićko 5 | Mercedes-Benz Arena, Berlim Público: 11,625 Árbitros: Pavićević, Ražnatović |
| 11 de Janeiro 16:30 | 1×        | Relatório | 4× 1×   | Mercedes-Benz Arena, Berlim Público: 11,625 Árbitros: Pavićević, Ražnatović |

| 13 de Janeiro 14:00 | Polônia                        | 25–32     | Eslovênia | Mercedes-Benz Arena, Berlim Público: 13,571 Árbitros: Nikolov, Nachevski |
| 13 de Janeiro 14:00 | Olejniczak, Sićko, Pietrasik 4 | (14–20)   | Marguč 6  | Mercedes-Benz Arena, Berlim Público: 13,571 Árbitros: Nikolov, Nachevski |
| 13 de Janeiro 14:00 | 1×                             | Relatório | 3× 1×     | Mercedes-Benz Arena, Berlim Público: 13,571 Árbitros: Nikolov, Nachevski |

| 13 de Janeiro 16:30 | Ilhas Feroé                 | 26–26     | Noruega | Mercedes-Benz Arena, Berlim Público: 13,571 Árbitros: Brunner, Salah |
| 13 de Janeiro 16:30 | E. Á Skipagøtu, Rasmussen 5 | (12–13)   | Blonz 8 | Mercedes-Benz Arena, Berlim Público: 13,571 Árbitros: Brunner, Salah |
| 13 de Janeiro 16:30 | 6× 2×                       | Relatório | 5× 1×   | Mercedes-Benz Arena, Berlim Público: 13,571 Árbitros: Brunner, Salah |

| 15 de Janeiro 14:00 | Polônia  | 32–28     | Ilhas Feroé  | Mercedes-Benz Arena, Berlim Público: 13,321 Árbitros: Marín, García |
| 15 de Janeiro 14:00 | Sićko 10 | (15–15)   | Av Teigum 10 | Mercedes-Benz Arena, Berlim Público: 13,321 Árbitros: Marín, García |
| 15 de Janeiro 14:00 | 7× 2×    | Relatório | 5×           | Mercedes-Benz Arena, Berlim Público: 13,321 Árbitros: Marín, García |

| 15 de Janeiro 16:30 | Noruega   | 27–28     | Eslovênia | Mercedes-Benz Arena, Berlim Público: 13,336 Árbitros: C. Bonaventura, J. Bonaventura |
| 15 de Janeiro 16:30 | Sagosen 6 | (17–17)   | Vlah 7    | Mercedes-Benz Arena, Berlim Público: 13,336 Árbitros: C. Bonaventura, J. Bonaventura |
| 15 de Janeiro 16:30 | 3×        | Relatório | 9× 2×     | Mercedes-Benz Arena, Berlim Público: 13,336 Árbitros: C. Bonaventura, J. Bonaventura |

### Grupo E
| Pos | Equipe               | Pts | J | V | E | D | GP  | GC | SG  |
| --- | -------------------- | --- | - | - | - | - | --- | -- | --- |
| 1   | Suécia               | 6   | 3 | 3 | 0 | 0 | 100 | 74 | +26 |
| 2   | Países Baixos        | 4   | 3 | 2 | 0 | 1 | 98  | 78 | +20 |
| 3   | Geórgia              | 2   | 3 | 1 | 0 | 2 | 77  | 95 | −18 |
| 4   | Bósnia e Herzegovina | 0   | 3 | 0 | 0 | 3 | 59  | 87 | −28 |

| 11 de Janeiro 14:00 | Países Baixos        | 34–29     | Geórgia         | SAP Arena, Mannheim Público: 10,878 Árbitros: Marín, García |
| 11 de Janeiro 14:00 | Baijens, Ten Velde 6 | (19–12)   | Tskhovrebadze 9 | SAP Arena, Mannheim Público: 10,878 Árbitros: Marín, García |
| 11 de Janeiro 14:00 | 5× 1×                | Relatório | 4×              | SAP Arena, Mannheim Público: 10,878 Árbitros: Marín, García |

| 11 de Janeiro 16:30 | Suécia  | 29–20     | Bósnia e Herzegovina | SAP Arena, Mannheim Público: 10,903 Árbitros: Merz, Kuttler |
| 11 de Janeiro 16:30 | Wanne 9 | (14–7)    | Faljić 4             | SAP Arena, Mannheim Público: 10,903 Árbitros: Merz, Kuttler |
| 11 de Janeiro 16:30 | 2×      | Relatório | 1×                   | SAP Arena, Mannheim Público: 10,903 Árbitros: Merz, Kuttler |

| 13 de Janeiro 14:00 | Bósnia e Herzegovina | 20–36     | Países Baixos | SAP Arena, Mannheim Público: 13,293 Árbitros: Elíasson, Pálsson |
| 13 de Janeiro 14:00 | Davidović 4          | (7–17)    | Ten Velde 9   | SAP Arena, Mannheim Público: 13,293 Árbitros: Elíasson, Pálsson |
| 13 de Janeiro 14:00 | 6×                   | Relatório | 4× 1×         | SAP Arena, Mannheim Público: 13,293 Árbitros: Elíasson, Pálsson |

| 13 de Janeiro 16:30 | Geórgia        | 26–42     | Suécia     | SAP Arena, Mannheim Público: 13,293 Árbitros: Pavićević, Ražnatović |
| 13 de Janeiro 16:30 | Arsenashvili 6 | (9–23)    | Karlsson 7 | SAP Arena, Mannheim Público: 13,293 Árbitros: Pavićević, Ražnatović |
| 13 de Janeiro 16:30 | 2×             | Relatório | 2×         | SAP Arena, Mannheim Público: 13,293 Árbitros: Pavićević, Ražnatović |

| 15 de Janeiro 14:00 | Bósnia e Herzegovina | 19–22     | Geórgia         | SAP Arena, Mannheim Público: 13,196 Árbitros: K. Gasmi, R. Gasmi |
| 15 de Janeiro 14:00 | Panić 7              | (9–9)     | Tskhovrebadze 7 | SAP Arena, Mannheim Público: 13,196 Árbitros: K. Gasmi, R. Gasmi |
| 15 de Janeiro 14:00 | 2× 1×                | Relatório | 1×              | SAP Arena, Mannheim Público: 13,196 Árbitros: K. Gasmi, R. Gasmi |

| 15 de Janeiro 16:30 | Suécia         | 29–28     | Países Baixos | SAP Arena, Mannheim Público: 13,203 Árbitros: Nikolov, Nachevski |
| 15 de Janeiro 16:30 | Claar, Wanne 5 | (15–15)   | Steins 6      | SAP Arena, Mannheim Público: 13,203 Árbitros: Nikolov, Nachevski |
| 15 de Janeiro 16:30 | 4×             | Relatório | 2× 1×         | SAP Arena, Mannheim Público: 13,203 Árbitros: Nikolov, Nachevski |

### Grupo F
| Pos | Equipe    | Pts | J | V | E | D | GP  | GC  | SG  |
| --- | --------- | --- | - | - | - | - | --- | --- | --- |
| 1   | Dinamarca | 6   | 3 | 3 | 0 | 0 | 100 | 69  | +31 |
| 2   | Portugal  | 4   | 3 | 2 | 0 | 1 | 88  | 88  | 0   |
| 3   | Chéquia   | 2   | 3 | 1 | 0 | 2 | 70  | 73  | −3  |
| 4   | Grécia    | 0   | 3 | 0 | 0 | 3 | 72  | 100 | −28 |

| 11 de Janeiro 14:00 | Portugal   | 31–24     | Grécia                     | Olympiahalle, Munique Público: 11,607 Árbitros: C. Bonaventura, J. Bonaventura |
| 11 de Janeiro 14:00 | F. Costa 6 | (18–14)   | Mallios, Savvas, Kederis 5 | Olympiahalle, Munique Público: 11,607 Árbitros: C. Bonaventura, J. Bonaventura |
| 11 de Janeiro 14:00 | 2×         | Relatório | 2× 1×                      | Olympiahalle, Munique Público: 11,607 Árbitros: C. Bonaventura, J. Bonaventura |

| 11 de Janeiro 16:30 | Dinamarca   | 23–14     | Chéquia  | Olympiahalle, Munique Público: 11,615 Árbitros: K. Gasmi, R. Gasmi |
| 11 de Janeiro 16:30 | M. Hansen 5 | (9–9)     | Patzel 4 | Olympiahalle, Munique Público: 11,615 Árbitros: K. Gasmi, R. Gasmi |
| 11 de Janeiro 16:30 | 3× 1×       | Relatório | 3×       | Olympiahalle, Munique Público: 11,615 Árbitros: K. Gasmi, R. Gasmi |

| 13 de Janeiro 14:00 | Chéquia | 27–30     | Portugal    | Olympiahalle, Munique Público: 12,128 Árbitros: Schulze, Tönnies |
| 13 de Janeiro 14:00 | Klíma 8 | (7–13)    | M. Costa 11 | Olympiahalle, Munique Público: 12,128 Árbitros: Schulze, Tönnies |
| 13 de Janeiro 14:00 | 2× 1×   | Relatório | 7×          | Olympiahalle, Munique Público: 12,128 Árbitros: Schulze, Tönnies |

| 13 de Janeiro 16:30 | Grécia            | 28–40     | Dinamarca   | Olympiahalle, Munique Público: 12,128 Árbitros: Merz, Kuttler |
| 13 de Janeiro 16:30 | Boskos, Kederis 4 | (13–20)   | Damgaard 10 | Olympiahalle, Munique Público: 12,128 Árbitros: Merz, Kuttler |
| 13 de Janeiro 16:30 | 5×                | Relatório | 2×          | Olympiahalle, Munique Público: 12,128 Árbitros: Merz, Kuttler |

| 15 de Janeiro 14:00 | Chéquia  | 29–20     | Grécia    | Olympiahalle, Munique Público: 12,128 Árbitros: Elíasson, Pálsson |
| 15 de Janeiro 14:00 | Štěrba 7 | (15–8)    | Kederis 5 | Olympiahalle, Munique Público: 12,128 Árbitros: Elíasson, Pálsson |
| 15 de Janeiro 14:00 | 4× 1×    | Relatório | 5×        | Olympiahalle, Munique Público: 12,128 Árbitros: Elíasson, Pálsson |

| 15 de Janeiro 16:30 | Dinamarca | 37–27     | Portugal   | Olympiahalle, Munique Público: 12,128 Árbitros: Brunner, Salah |
| 15 de Janeiro 16:30 | Gidsel 11 | (17–15)   | M. Costa 9 | Olympiahalle, Munique Público: 12,128 Árbitros: Brunner, Salah |
| 15 de Janeiro 16:30 | 2× 1×     | Relatório | 5× 1×      | Olympiahalle, Munique Público: 12,128 Árbitros: Brunner, Salah |

## Fase Principal
Os pontos obtidos contra outras equipes na fase preliminar do mesmo grupo são válidos para esta fase.
|  | Classificados para Quartas de Final |
|  | Disputa do 5º Lugar                 |

Critérios de desempate: 1) pontos; 2) confronto direto; 3) diferença de gols no confronto direto; 4) número de gols feitos no confronto direto; 5) diferença de gols.

### Grupo I
| Pos | Equipe   | Pts | J | V | E | D | GP  | GC  | SG  |
| --- | -------- | --- | - | - | - | - | --- | --- | --- |
| 1   | França   | 10  | 5 | 5 | 0 | 0 | 174 | 154 | +20 |
| 2   | Alemanha | 5   | 5 | 2 | 1 | 2 | 137 | 137 | 0   |
| 3   | Hungria  | 4   | 5 | 2 | 0 | 3 | 151 | 151 | 0   |
| 4   | Áustria  | 4   | 5 | 1 | 2 | 2 | 132 | 138 | −6  |
| 5   | Islândia | 4   | 5 | 2 | 0 | 3 | 142 | 152 | −10 |
| 6   | Croácia  | 3   | 5 | 1 | 1 | 3 | 146 | 150 | −4  |

Desempate: Hungria 2 Pts, +7 SD; Áustria 2 Pts, −1 SD; Islândia 2 Pts, −6 SD
| 18 de Janeiro 11:30 | Hungria                         | 29–30     | Áustria | Lanxess Arena, Colônia Público: 19,750 Árbitros: D. Martins, R. Martins |
| 18 de Janeiro 11:30 | Bánhidi, Ancsin, Rosta, Lékai 4 | (17–17)   | Bilyk 8 | Lanxess Arena, Colônia Público: 19,750 Árbitros: D. Martins, R. Martins |
| 18 de Janeiro 11:30 | 2×                              | Relatório | 4× 1×   | Lanxess Arena, Colônia Público: 19,750 Árbitros: D. Martins, R. Martins |

| 18 de Janeiro 14:00 | França | 34–32     | Croácia | Lanxess Arena, Colônia Público: 19,750 Árbitros: Jørum, Kleven |
| 18 de Janeiro 14:00 | Mem 6  | (18–18)   | Srna 6  | Lanxess Arena, Colônia Público: 19,750 Árbitros: Jørum, Kleven |
| 18 de Janeiro 14:00 | 5× 1×  | Relatório | 5× 1×   | Lanxess Arena, Colônia Público: 19,750 Árbitros: Jørum, Kleven |

| 18 de Janeiro 16:30 | Alemanha | 26–24     | Islândia   | Lanxess Arena, Colônia Público: 19,750 Árbitros: Nikolov, Nachevski |
| 18 de Janeiro 16:30 | Knorr 6  | (11–10)   | Smárason 6 | Lanxess Arena, Colônia Público: 19,750 Árbitros: Nikolov, Nachevski |
| 18 de Janeiro 16:30 | 2× 1×    | Relatório | 2×         | Lanxess Arena, Colônia Público: 19,750 Árbitros: Nikolov, Nachevski |

| 20 de Janeiro 11:30 | França                 | 39–32     | Islândia                               | Lanxess Arena, Colônia Público: 19,750 Árbitros: Madsen, Hansen |
| 20 de Janeiro 11:30 | Fabregas, Richardson 6 | (17–14)   | Rikhardsson, Kristjánsson, Viðarsson 6 | Lanxess Arena, Colônia Público: 19,750 Árbitros: Madsen, Hansen |
| 20 de Janeiro 11:30 | 4×                     | Relatório | 3× 1×                                  | Lanxess Arena, Colônia Público: 19,750 Árbitros: Madsen, Hansen |

| 20 de Janeiro 14:00 | Hungria | 29–26     | Croácia         | Lanxess Arena, Colônia Público: 19,750 Árbitros: Lah, Sok |
| 20 de Janeiro 14:00 | Imre 7  | (14–13)   | Glavaš, Lučin 5 | Lanxess Arena, Colônia Público: 19,750 Árbitros: Lah, Sok |
| 20 de Janeiro 14:00 | 4× 3×   | Relatório | 6× 1×           | Lanxess Arena, Colônia Público: 19,750 Árbitros: Lah, Sok |

| 20 de Janeiro 16:30 | Alemanha | 22–22     | Áustria | Lanxess Arena, Colônia Público: 19,750 Árbitros: Kurtagic, Wetterwik |
| 20 de Janeiro 16:30 | Knorr 6  | (11–12)   | Bilyk 5 | Lanxess Arena, Colônia Público: 19,750 Árbitros: Kurtagic, Wetterwik |
| 20 de Janeiro 16:30 | 3× 1×    | Relatório | 3× 1×   | Lanxess Arena, Colônia Público: 19,750 Árbitros: Kurtagic, Wetterwik |

| 22 de Janeiro 11:30 | Croácia   | 30–35     | Islândia  | Lanxess Arena, Colônia Público: 19,750 Árbitros: D. Martins, R. Martins |
| 22 de Janeiro 11:30 | Jelinić 6 | (18–16)   | Elísson 8 | Lanxess Arena, Colônia Público: 19,750 Árbitros: D. Martins, R. Martins |
| 22 de Janeiro 11:30 | 5×        | Relatório | 1×        | Lanxess Arena, Colônia Público: 19,750 Árbitros: D. Martins, R. Martins |

| 22 de Janeiro 14:00 | França          | 33–28     | Áustria          | Lanxess Arena, Colônia Público: 19,750 Árbitros: Horáček, Novotný |
| 22 de Janeiro 14:00 | Fabregas, Mem 7 | (15–16)   | Bilyk, Hutecek 6 | Lanxess Arena, Colônia Público: 19,750 Árbitros: Horáček, Novotný |
| 22 de Janeiro 14:00 | 2×              | Relatório | 4×               | Lanxess Arena, Colônia Público: 19,750 Árbitros: Horáček, Novotný |

| 22 de Janeiro 16:30 | Alemanha | 35–28     | Hungria         | Lanxess Arena, Colônia Público: 19,750 Árbitros: Jørum, Kleven |
| 22 de Janeiro 16:30 | Köster 8 | (18–17)   | Ancsin, Rosta 6 | Lanxess Arena, Colônia Público: 19,750 Árbitros: Jørum, Kleven |
| 22 de Janeiro 16:30 | 3×       | Relatório | 1×              | Lanxess Arena, Colônia Público: 19,750 Árbitros: Jørum, Kleven |

| 24 de Janeiro 11:30 | Áustria  | 24–26     | Islândia     | Lanxess Arena, Colônia Público: 19,750 Árbitros: Pavićević, Ražnatović |
| 24 de Janeiro 11:30 | Wagner 7 | (8–14)    | Guðjónsson 8 | Lanxess Arena, Colônia Público: 19,750 Árbitros: Pavićević, Ražnatović |
| 24 de Janeiro 11:30 | 3×       | Relatório | 4× 1×        | Lanxess Arena, Colônia Público: 19,750 Árbitros: Pavićević, Ražnatović |

| 24 de Janeiro 14:00 | França   | 35–32     | Hungria          | Lanxess Arena, Colônia Público: 19,750 Árbitros: Lah, Sok |
| 24 de Janeiro 14:00 | Remili 7 | (20–18)   | Bánhidi, Rosta 5 | Lanxess Arena, Colônia Público: 19,750 Árbitros: Lah, Sok |
| 24 de Janeiro 14:00 | 3× 1×    | Relatório | 3×               | Lanxess Arena, Colônia Público: 19,750 Árbitros: Lah, Sok |

| 22 de Janeiro 16:30 | Alemanha         | 24–30     | Croácia   | Lanxess Arena, Colônia Público: 19,750 Árbitros: Marín, García |
| 22 de Janeiro 16:30 | Golla, Heymann 4 | (14–13)   | Karačić 6 | Lanxess Arena, Colônia Público: 19,750 Árbitros: Marín, García |
| 22 de Janeiro 16:30 | 2× 1×            | Relatório | 3×        | Lanxess Arena, Colônia Público: 19,750 Árbitros: Marín, García |

### Grupo II
| Pos | Equipe        | Pts | J | V | E | D | GP  | GC  | SG  |
| --- | ------------- | --- | - | - | - | - | --- | --- | --- |
| 1   | Dinamarca     | 8   | 5 | 4 | 0 | 1 | 158 | 132 | +26 |
| 2   | Suécia        | 6   | 5 | 3 | 0 | 2 | 147 | 144 | +3  |
| 3   | Eslovênia     | 6   | 5 | 3 | 0 | 2 | 145 | 147 | −2  |
| 4   | Portugal      | 5   | 5 | 2 | 1 | 2 | 163 | 172 | −9  |
| 5   | Noruega       | 4   | 5 | 2 | 0 | 3 | 150 | 149 | +1  |
| 6   | Países Baixos | 1   | 5 | 0 | 1 | 4 | 154 | 173 | −19 |

Desempate: Eslovênia 22-28 Suécia
| 17 de Janeiro 11:30 | Noruega | 32–37     | Portugal  | Barclays Arena, Hamburgo Público: 8,707 Árbitros: Schulze, Tönnies |
| 17 de Janeiro 11:30 | Blonz 7 | (15–18)   | Portela 8 | Barclays Arena, Hamburgo Público: 8,707 Árbitros: Schulze, Tönnies |
| 17 de Janeiro 11:30 | 2×      | Relatório | 2×        | Barclays Arena, Hamburgo Público: 8,707 Árbitros: Schulze, Tönnies |

| 17 de Janeiro 14:00 | Dinamarca | 39–27     | Países Baixos | Barclays Arena, Hamburgo Público: 9,568 Árbitros: C. Bonaventura, J. Bonaventura |
| 17 de Janeiro 14:00 | Gidsel 9  | (18–17)   | Ten Velde 8   | Barclays Arena, Hamburgo Público: 9,568 Árbitros: C. Bonaventura, J. Bonaventura |
| 17 de Janeiro 14:00 | 1×        | Relatório | 6×            | Barclays Arena, Hamburgo Público: 9,568 Árbitros: C. Bonaventura, J. Bonaventura |

| 17 de Janeiro 16:30 | Eslovênia | 22–28     | Suécia   | Barclays Arena, Hamburgo Público: 9,933 Árbitros: Marín, García |
| 17 de Janeiro 16:30 | Vlah 7    | (7–11)    | Pellas 8 | Barclays Arena, Hamburgo Público: 9,933 Árbitros: Marín, García |
| 17 de Janeiro 16:30 | 2×        | Relatório | 3× 1×    | Barclays Arena, Hamburgo Público: 9,933 Árbitros: Marín, García |

| 19 de Janeiro 11:30 | Eslovênia   | 30–33     | Portugal    | Barclays Arena, Hamburgo Público: 13,376 Árbitros: C. Bonaventura, J. Bonaventura |
| 19 de Janeiro 11:30 | Mačkovšek 7 | (17–18)   | M. Costa 11 | Barclays Arena, Hamburgo Público: 13,376 Árbitros: C. Bonaventura, J. Bonaventura |
| 19 de Janeiro 11:30 | 3× 1×       | Relatório | 2×          | Barclays Arena, Hamburgo Público: 13,376 Árbitros: C. Bonaventura, J. Bonaventura |

| 19 de Janeiro 14:00 | Noruega                            | 35–32     | Países Baixos | Barclays Arena, Hamburgo Público: 13,376 Árbitros: Pavićević, Ražnatović |
| 19 de Janeiro 14:00 | Sagosen, Øverby, Gullerud, Blonz 6 | (16–18)   | Ten Velde 8   | Barclays Arena, Hamburgo Público: 13,376 Árbitros: Pavićević, Ražnatović |
| 19 de Janeiro 14:00 | 4×                                 | Relatório | 3×            | Barclays Arena, Hamburgo Público: 13,376 Árbitros: Pavićević, Ražnatović |

| 19 de Janeiro 16:30 | Dinamarca | 28–27     | Suécia  | Barclays Arena, Hamburgo Público: 13,376 Árbitros: Horáček, Novotný |
| 19 de Janeiro 16:30 | Gidsel 10 | (17–15)   | Wanne 9 | Barclays Arena, Hamburgo Público: 13,376 Árbitros: Horáček, Novotný |
| 19 de Janeiro 16:30 | 4×        | Relatório | 5×      | Barclays Arena, Hamburgo Público: 13,376 Árbitros: Horáček, Novotný |

| 21 de Janeiro 11:30 | Eslovênia               | 37–34     | Países Baixos     | Barclays Arena, Hamburgo Público: 13,376 Árbitros: Schulze, Tönnies |
| 21 de Janeiro 11:30 | Marguc, Cehte, Horzen 6 | (19–13)   | N. Versteijnen 15 | Barclays Arena, Hamburgo Público: 13,376 Árbitros: Schulze, Tönnies |
| 21 de Janeiro 11:30 | 3×                      | Relatório | 2× 1×             | Barclays Arena, Hamburgo Público: 13,376 Árbitros: Schulze, Tönnies |

| 21 de Janeiro 14:00 | Suécia    | 40–33     | Portugal   | Barclays Arena, Hamburgo Público: 13,376 Árbitros: Nikolov, Nachevski |
| 21 de Janeiro 14:00 | Pellas 10 | (19–15)   | M. Costa 8 | Barclays Arena, Hamburgo Público: 13,376 Árbitros: Nikolov, Nachevski |
| 21 de Janeiro 14:00 | 4×        | Relatório | 2×         | Barclays Arena, Hamburgo Público: 13,376 Árbitros: Nikolov, Nachevski |

| 21 de Janeiro 16:30 | Noruega | 23–29     | Dinamarca                   | Barclays Arena, Hamburgo Público: 13,376 Árbitros: Marín, García |
| 21 de Janeiro 16:30 | Blonz 5 | (11–18)   | Lindberg, Gidsel, Pytlick 5 | Barclays Arena, Hamburgo Público: 13,376 Árbitros: Marín, García |
| 21 de Janeiro 16:30 | 1×      | Relatório | 2×                          | Barclays Arena, Hamburgo Público: 13,376 Árbitros: Marín, García |

| 23 de Janeiro 11:30 | Países Baixos | 33–33     | Portugal          | Barclays Arena, Hamburgo Público: 8,868 Árbitros: Madsen, Hansen |
| 23 de Janeiro 11:30 | Ten Velde 7   | (17–15)   | M. Costa, Frade 8 | Barclays Arena, Hamburgo Público: 8,868 Árbitros: Madsen, Hansen |
| 23 de Janeiro 11:30 | 2× 1×         | Relatório | 2×                | Barclays Arena, Hamburgo Público: 8,868 Árbitros: Madsen, Hansen |

| 23 de Janeiro 14:00 | Eslovênia | 28–25     | Dinamarca               | Barclays Arena, Hamburgo Público: 9,016 Árbitros: Kurtagic, Wetterwik |
| 23 de Janeiro 14:00 | Horžen 6  | (17–14)   | Jørgensen, Kirkeløkke 6 | Barclays Arena, Hamburgo Público: 9,016 Árbitros: Kurtagic, Wetterwik |
| 23 de Janeiro 14:00 | 3× 1×     | Relatório | 2×                      | Barclays Arena, Hamburgo Público: 9,016 Árbitros: Kurtagic, Wetterwik |

| 23 de Janeiro 16:30 | Noruega  | 33–23     | Suécia    | Barclays Arena, Hamburgo Público: 9,031 Árbitros: C. Bonaventura, J. Bonaventura |
| 23 de Janeiro 16:30 | Blonz 11 | (15–12)   | Sandell 4 | Barclays Arena, Hamburgo Público: 9,031 Árbitros: C. Bonaventura, J. Bonaventura |
| 23 de Janeiro 16:30 | 1×       | Relatório | 6×        | Barclays Arena, Hamburgo Público: 9,031 Árbitros: C. Bonaventura, J. Bonaventura |

## Fase Final

### Chaveamento
|  | Semifinal     | Semifinal |                |    | Final | Final |
|  |               |           |                |    |       |       |
|  | 26 de Janeiro |           |                |    |       |       |
|  |               |           |                |    |       |       |
|  | França (pro)  | 34        |                |    |       |       |
|  | França (pro)  | 34        | 28 de Janeiro  |    |       |       |
|  | Suécia        | 30        |                |    |       |       |
|  | Suécia        | 30        | França (pro)   | 33 |       |       |
|  | 26 de Janeiro |           | França (pro)   | 33 |       |       |
|  |               | Dinamarca | 31             |    |       |       |
|  | Alemanha      | Dinamarca | 31             | 26 |       |       |
|  | Alemanha      |           |                | 26 |       |       |
|  | Dinamarca     | 29        |                |    |       |       |
|  | Dinamarca     | 29        | Terceiro Lugar |    |       |       |
|  |               |           |                |    |       |       |
|  | 28 de Janeiro |           |                |    |       |       |
|  |               |           |                |    |       |       |
|  | Suécia        | 34        |                |    |       |       |
|  | Suécia        | 34        |                |    |       |       |
|  | Alemanha      | 31        |                |    |       |       |

### Semifinal
| 26 de Janeiro 13:45 | França             | 34–30 (Pro) | Suécia  | Lanxess Arena, Colônia Público: 19,750 Árbitros: Nikolov, Nachevski |
| 26 de Janeiro 13:45 | Descat 8           | (17–11)     | Claar 9 | Lanxess Arena, Colônia Público: 19,750 Árbitros: Nikolov, Nachevski |
| 26 de Janeiro 13:45 | 4×                 | Relatório   | 1×      | Lanxess Arena, Colônia Público: 19,750 Árbitros: Nikolov, Nachevski |
| 26 de Janeiro 13:45 | 2T: 27–27 Pro: 7–3 |             |         | Lanxess Arena, Colônia Público: 19,750 Árbitros: Nikolov, Nachevski |

| 26 de Janeiro 16:30 | Alemanha | 26–29     | Dinamarca                      | Lanxess Arena, Colônia Público: 19,750 Árbitros: Lah, Sok |
| 26 de Janeiro 16:30 | Uščins 5 | (14–12)   | Jakobsen, M. Hansen, Pytlick 5 | Lanxess Arena, Colônia Público: 19,750 Árbitros: Lah, Sok |
| 26 de Janeiro 16:30 | 3× 2×    | Relatório | 4×                             | Lanxess Arena, Colônia Público: 19,750 Árbitros: Lah, Sok |

#### Decisão do 5º lugar
| 26 de Janeiro 11:00 | Hungria          | 23–22     | Eslovênia                    | Lanxess Arena, Colônia Público: 19,750 Árbitros: Schulze, Tönnies |
| 26 de Janeiro 11:00 | Bánhidi, Lékai 5 | (12–13)   | Blagotinsek, Zarabec, Vlah 4 | Lanxess Arena, Colônia Público: 19,750 Árbitros: Schulze, Tönnies |
| 26 de Janeiro 11:00 | 5× 1×            | Relatório | 2×                           | Lanxess Arena, Colônia Público: 19,750 Árbitros: Schulze, Tönnies |

### Decisão do 3º lugar
| 28 de Janeiro 11:00 | Suécia  | 34–31     | Alemanha | Lanxess Arena, Colônia Público: 19,750 Árbitros: Pavićević, Ražnatović |
| 28 de Janeiro 11:00 | Claar 8 | (18–12)   | Uščins 8 | Lanxess Arena, Colônia Público: 19,750 Árbitros: Pavićević, Ražnatović |
| 28 de Janeiro 11:00 | 3×      | Relatório |          | Lanxess Arena, Colônia Público: 19,750 Árbitros: Pavićević, Ražnatović |

### Final
| 28 de Janeiro 13:45 | França             | 33–31 (Pro) | Suécia      | Lanxess Arena, Colônia Público: 19,750 Árbitros: Marín, García |
| 28 de Janeiro 13:45 | Fabregas 8         | (14–14)     | M. Hansen 9 | Lanxess Arena, Colônia Público: 19,750 Árbitros: Marín, García |
| 28 de Janeiro 13:45 | 4× 2×              | Relatório   | 3× 1×       | Lanxess Arena, Colônia Público: 19,750 Árbitros: Marín, García |
| 28 de Janeiro 13:45 | 2T: 27–27 Pro: 6–4 |             |             | Lanxess Arena, Colônia Público: 19,750 Árbitros: Marín, García |

## Classificação Final e Premiações
As equipes classificadas em quarto lugar em cada grupo após a conclusão da fase preliminar serão classificadas de 19 a 24, enquanto as equipes classificadas em terceiro lugar em cada grupo da fase preliminar serão classificadas de 13 a 18 de acordo com o número de pontos conquistados. Na fase principal, os lugares 7 e 8 serão atribuídos às duas equipes classificadas em quarto lugar nos grupos da fase principal, os lugares 9 e 10 às duas equipes classificadas em quinto lugar nos grupos da fase principal, os lugares 11 e 12 às duas equipes classificadas em sexto lugar nos grupos da fase principal de acordo com a quantidade de pontos conquistados pelas respectivas equipes após o término da fase principal. As vagas de 1 a 6 serão decididas pela fase final.
| Rank | Seleção              |
| ---- | -------------------- |
| 1    | França               |
| 2    | Dinamarca            |
| 3    | Suécia               |
| 4    | Alemanha             |
| 5    | Hungria              |
| 6    | Eslovênia            |
| 7    | Portugal             |
| 8    | Áustria              |
| 9    | Noruega              |
| 10   | Islândia             |
| 11   | Croácia              |
| 12   | Países Baixos        |
| 13   | Espanha              |
| 14   | Montenegro           |
| 15   | Chéquia              |
| 16   | Polônia              |
| 17   | Macedônia do Norte   |
| 18   | Geórgia              |
| 19   | Sérvia               |
| 20   | Ilhas Feroé          |
| 21   | Suíça                |
| 22   | Romênia              |
| 23   | Grécia               |
| 24   | Bósnia e Herzegovina |

|  | Classificada para o Campeonato Mundial de Handebol Masculino de 2025                                    |
|  | Classificada para o Campeonato Mundial de Handebol Masculino de 2025 e Jogos Olímpicos de Verão de 2024 |

| Campeão Europeu de Handebol Masculino 2024 · França · Quarto Título Elenco: Samir Bellahcene, Yanis Lenne, Nedim Remili, Elohim Prandi, Melvyn Richardson, Dika Mem, Nicolas Tournat, Nikola Karabatić, Kentin Mahé, Charles Bolzinger, Timothey N'Guessan, Luka Karabatic, Ludovic Fabregas, Hugo Descat, Valentin Porte, Benoît Kounkoud, Dylan Nahi, Karl Konan, Rémi Desbonnet. · Treinador: Guillaume Gille |

| Posição              | Jogador          |
| -------------------- | ---------------- |
| Goleiro              | Andreas Wolff    |
| Ponta direito        | Robert Weber     |
| Armador direito      | Mathias Gidsel   |
| Armador central      | Juri Knorr       |
| Armador esquerdo     | Martim Costa     |
| Ponta esquerdo       | Hampus Wanne     |
| Pivô                 | Ludovic Fabregas |
| Jogador mais valiosa | Nedim Remili     |
| Melhor defensor      | Magnus Saugstrup |

## Estatísticas
| Pos. | Jogador           | Gols | Chutes | %  |
| ---- | ----------------- | ---- | ------ | -- |
| 1    | Martim Costa      | 54   | 81     | 67 |
| 1    | Mathias Gidsel    | 54   | 66     | 82 |
| 3    | Juri Knorr        | 50   | 86     | 58 |
| 4    | Dika Mem          | 49   | 76     | 64 |
| 5    | Rutger ten Velde  | 45   | 65     | 69 |
| 6    | Ludovic Fabregas  | 44   | 50     | 88 |
| 6    | Aleks Vlah        | 44   | 75     | 59 |
| 8    | Mykola Bilyk      | 41   | 72     | 57 |
| 9    | Niels Versteijnen | 39   | 59     | 66 |
| 10   | Felix Claar       | 38   | 52     | 73 |

| Rank | Nome                | %  | Defesas | Chutes |
| ---- | ------------------- | -- | ------- | ------ |
| 1    | Emil Nielsen        | 39 | 77      | 195    |
| 2    | Andreas Palicka     | 38 | 77      | 205    |
| 3    | Dominik Kuzmanović  | 37 | 55      | 148    |
| 3    | Tomáš Mrkva         | 37 | 34      | 93     |
| 5    | Constantin Möstl    | 35 | 81      | 229    |
| 6    | Andreas Wolff       | 34 | 92      | 274    |
| 7    | Torbjørn Bergerud   | 32 | 56      | 175    |
| 8    | Samir Bellahcene    | 31 | 63      | 204    |
| 8    | Viktor Hallgrímsson | 31 | 64      | 204    |
| 8    | Landin Jacobsen     | 31 | 50      | 163    |
| 8    | Martin Tomovski     | 31 | 17      | 54     |